# Néstor Kirchner
Néstor Carlos Kirchner Ostoić argentin ügyvéd és politikus volt, 2003 és 2007 között pedig Argentína elnöke.
Az Igazságosság Párt tagja és elnöke. 
Ideológiailag peronistaként  és progresszívként jellemezte magát.
Az elnöki tisztben felesége, Cristina Fernández követte.
A két Kirchner-kormány politikai ideológiáját kirchnerizmus  néven is emlegetik. 

## Élete
A La Plata Nemzeti Egyetemen tanult jogot, ahol egyben a peronista ifjúsági szervezet tagja volt. 1975-ben feleségül vette Cristina Fernándezt, a joghallgató társát. Az 1976-os diploma megszerzése után a házaspár visszatért Santa Cruzba, ahol az 1970-es évek végén sikeres ügyvédi irodát alapítottak.
Az ország katonai diktatúrája alatt (1976–1983) a politikai nézetei miatt rövid időre bebörtönözték. 1987-ben Río Gallegos polgármesterévé választották.
1991-ig Río Gallegos polgármestere, majd 1991-tól Santa Cruz tartomány kormányzója lett. A Santa Cruzban található jelentős olajtartalék, valamint a tartomány kis lakossága lehetővé tette számára, hogy bizonyos mértékig függetlenedjen a nemzeti kormánytól. Gyakran kritizálta Carlos Menem kormányát (1989–1999) is.
2003-ban elindult az elnökségi kampányban. A 2003. áprilisi szavazás első fordulójában Menem mögött szorosan a második helyen végzett. Nem sokkal a kitűzött második forduló előtt azonban Menem visszavonta a jelöltségét, és Kirchner így Argentína elnöke lett.
Hivatali ideje alatt az argentin gazdaság stabilizálódott, de a gazdasági növekedés ebben az időszakban elsősorban gazdasági minisztere, Roberto Lavagna intézkedéseinek köszönhető. Az ország adósság-átütemezést hajtott végre, amelynek eredményeként 66%-kal csökkent a törlesztőrészlete, újratárgyalta szerződéseit a Nemzetközi Valutaalappal, továbbá ismét államosított néhány korábban privatizált céget.
2007-ben nem indult újra az elnökségért, hanem felesége követte az elnöki poszton. 
2010-ben kinevezték az UNASUR főtitkárává. Miután 2010-ben kétszer is artériás műtéten esett át, még ez év októberében hirtelen szívmegállásban elhunyt.